# Tenucephalus pusillus
Tenucephalus pusillus är en insektsart som beskrevs av Rauno E. Linnavuori och Delong 1978. Tenucephalus pusillus ingår i släktet Tenucephalus och familjen dvärgstritar. Inga underarter finns listade i Catalogue of Life.